# رزق‌آباد (جیرفت)
رزق‌آباد روستایی در دهستان گنج‌آباد بخش اسماعیلی شهرستان جیرفت استان کرمان ایران است.

## جمعیت
بر پایه سرشماری عمومی نفوس و مسکن در سال ۱۳۹۵ جمعیت این روستا ۹۱ نفر (۲۷خانوار) بوده‌است.